# Rainbow Hill
Rainbow Hill – dzielnica miasta Worcester, w Anglii, w Worcestershire, w dystrykcie Worcester. W 2011 roku dzielnica liczyła 5800 mieszkańców.